# Western Global Airlines
Western Global Airlines è una compagnia aerea cargo statunitense con sede a Estero, in Florida.
I servizi della società includono leasing di aeromobili, voli charter commerciali e militari. Il loro hub principale si trova presso l'aeroporto Internazionale della Florida sud occidentale a Fort Myers, in Florida. Nel luglio 2018, la società ha istituito a Shreveport, in Louisiana, una struttura di manutenzione per aeromobili di 15 000 m², in grado di ospitare contemporaneamente tre aeromobili a fusoliera larga.

## Storia
Western Global Airlines è stata fondata il 6 marzo 2013 da Jim Neff. È stato certificato dal Dipartimento dei trasporti degli Stati Uniti il 24 febbraio 2014 con l'approvazione della FAA concessa il 1º agosto 2014 per le operazioni con McDonnell Douglas MD-11F. Le operazioni di carico del Boeing 747-400 sono state approvate dalla FAA il 16 novembre 2015 e l'approvazione del Dipartimento dei trasporti è stata concessa il 25 maggio 2016.
Nel giugno 2019, Flexport ha presentato un reclamo contro Western Global Airlines, sostenendo che la compagnia aerea non era riuscita a rispettare il tasso di affidabilità imposto dal contratto. Il 7 giugno 2019, Western Global Airlines ha cessato le operazioni per Flexport, che è poi passata ad Atlas Air.

## Flotta
A settembre 2022 la flotta di Western Global Airlines è così composta:

## Incidenti
- Il 13 febbraio 2016, il volo Western Global Airlines 4425, un McDonnell Douglas MD-11F registrato N545JN, decollò da Monaco di Baviera, in Germania, diretto verso per l'aeroporto Internazionale Re Shaka, in Sudafrica, trasportando banconote destinate alla Banca centrale sudafricana. Durante una sosta per il rifornimento di carburante ad Harare, nello Zimbabwe, l'aereo è stato sequestrato e il suo equipaggio è stato arrestato dopo che il personale di terra aveva riferito di aver visto sangue gocciolare dall'aereo.[8] Una successiva ricerca permise di trovare un cadavere nel compartimento inferiore.[9] La polizia dello Zimbabwe riferì che l'uomo era probabilmente un clandestino morto per mancanza di ossigeno. L'equipaggio e l'aereo furono rilasciati.[10]